# لا اونیون (نارینیو)
لا اونیون (نارینیو) (به اسپانیایی: La Unión, Nariño) یک سکونتگاه مسکونی در کلمبیا است که در بخش نارینیو واقع شده‌است.